# Bandama
Bandama je s 1050 km nejdelší řekou republiky Pobřeží slonoviny, její povodí zaujímá rozlohu 97 500 km². Vzniká ze dvou zdrojnic: Bandama blanc (Bílá Bandama), pramenící na vysočině nedaleko města Korhogo, a Marahoué neboli Bandama rouge (Červená Bandama). Protéká zemí od severu k jihu a vlévá se u města Grand-Lahou do laguny Tagba, která je spojena s Atlantikem. Nejvýznamnějšími přítoky jsou Solomougou a N'Zi. Stav vody značně kolísá v závislosti na intenzitě dešťů: v březnu činí průtok 58 m³, zatímco v říjnu až 842 m³. Řeka je splavná do vzdálenosti 65 kilometrů od ústí. V šedesátých letech 20. století byla na Bandamě vybudována přehradní nádrž Kossou o rozloze 1898 km², využívaná k výrobě elektřiny. Nedaleko břehů řeky leží hlavní město Pobřeží slonoviny Yamoussoukro, je po ní pojmenován distrikt Vallée du Bandama.